# إل بوسكي (قادس)
بلدية البُسق أو (نقحرة: إل بوسكي) (بالإسبانية: El Bosque)، هي إحدى بلديات مقاطعة قادس، التي تقع في منطقة الأندلس جنوب إسبانيا.
يبلغ عدد سكانها 1.911 نسمة وفقاً لإحصائية سنة (2002).

## أعلام
- رينيه رومان